# قائمة قرى محافظة الإسكندرية
هذه هي قائمة قرى محافظة الإسكندرية.
| المركز            | القرية            | عدد السكان (2018) |
| ----------------- | ----------------- | ----------------- |
| مركز برج العرب    | أبو صير           | 3,954             |
| مركز برج العرب    | الجويرة           | 3,294             |
| مركز برج العرب    | الساحل الشمالي    | 3,004             |
| مركز برج العرب    | السناقرة          | 2,093             |
| مركز برج العرب    | الغربانيات        | 4,403             |
| مركز برج العرب    | النهضة            | 310               |
| مركز برج العرب    | بنجر السكر        | 37,161            |
| مركز برج العرب    | بهيج              | 30,216            |
| مركز برج العرب    | حمليص             | 1,560             |
| جملة الريف        | جملة الريف        | 85,995            |
| محافظة الإسكندرية | محافظة الإسكندرية | 5,259,818         |

## أنظر أيضاً
- قائمة قرى مصر